# Fudge

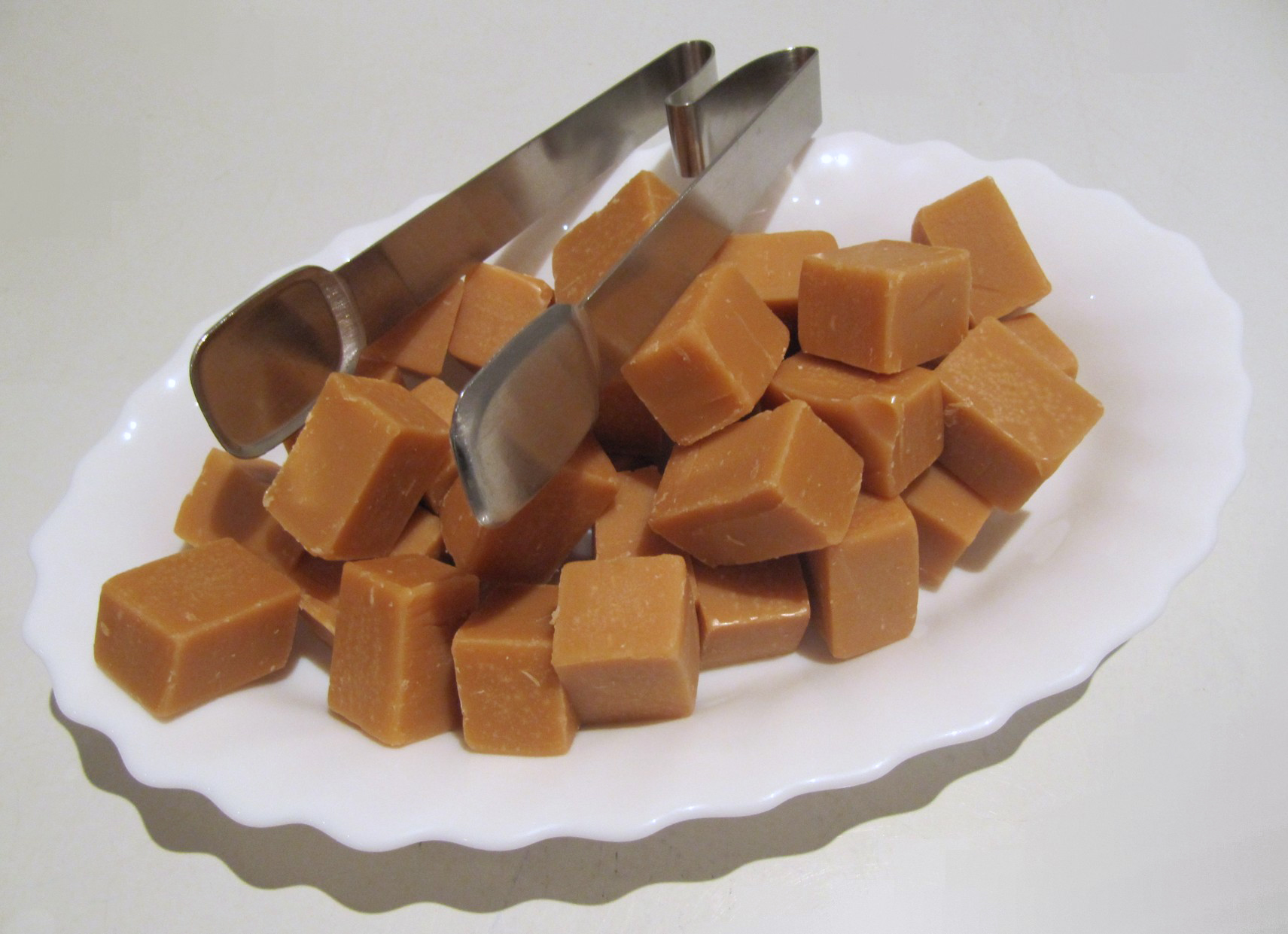
Fudge Inglês

Fudge é um tipo de sobremesa, suavemente doce, às vezes aromatizado com chocolate.
A base dele é da mistura do açúcar, da manteiga, e do leite batidos e aquecidos em fogo-médio, ganhando uma forma cremosa. Pode ser usado em recheios para bolos ou, em uma forma mais firme, servido cortado em pequenos pedaços. Pode ser feito com leite condensado, no micro-ondas.

## História

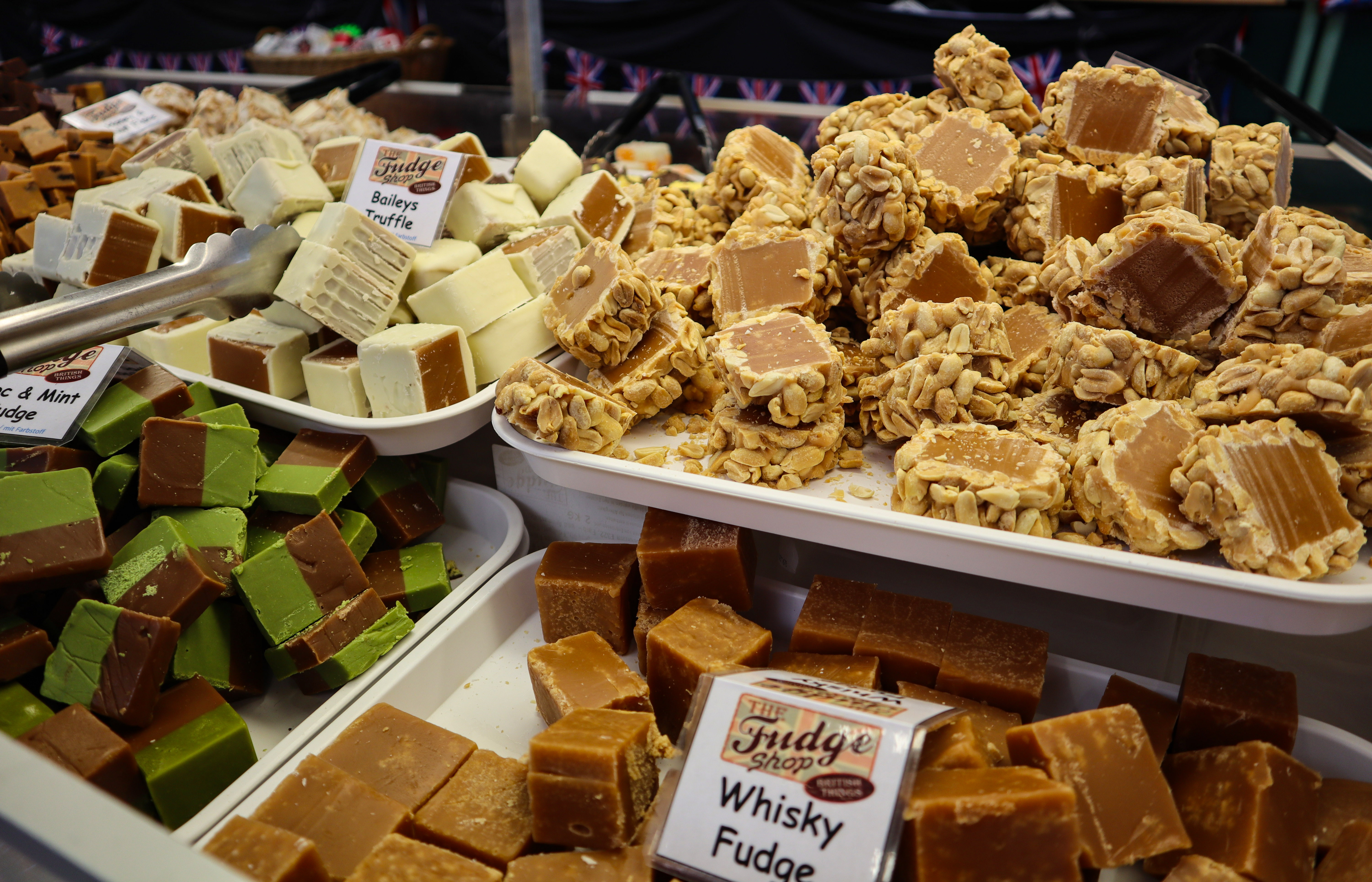
Fudges sortidos

O Fudge se originou nos Estados Unidos durante o final do século XIX. As receitas foram impressas em muitos periódicos e anúncios durante a década de 1880. Sua popularidade se deveu em parte ao custo decrescente do açúcar branco refinado e, em parte, à capacidade de prepará-lo em casa sem equipamentos especiais. Suas qualidades baratas e não refinadas o tornaram popular entre as pessoas que buscavam uma alternativa de doces que ficava entre os doces caros e chiques e os doces mais baratos.
As lojas de Fudge em locais turísticos como a Mackinac Island em Michigan começaram a abrir durante a década de 1880.